# 汪辟疆

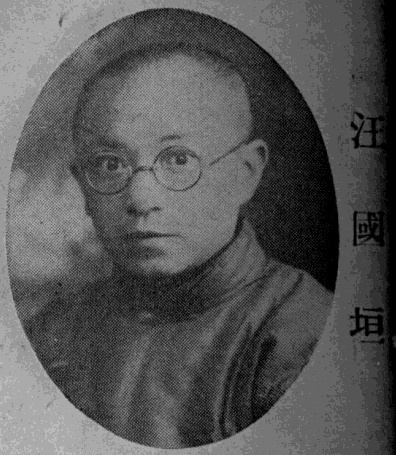
汪國垣

汪辟疆（1887年11月3日—1966年3月12日），原名汪國垣，字辟疆，又字笠雲，號方湖，又號展庵，中國江西省彭澤縣人，中國近代國學大師、古典文獻學名家、詩史專家。

## 生平
- 1897年，清光緒十三年十一月出生在江西省彭澤縣的官宦家族，父親汪際虞，是光緒丁酉科拔貢，戊戌朝考二等，分發到河南，曾任泌陽商城知縣。
- 1898年，光緒二十三年正月京師大學堂開辦。隨父游宦河南，
- 1904年，光緒三十年考入河南客籍高等學校。畢業後經河南提學使孔祥霖主考錄取。
- 1908年，光緒三十四年保送北京京師大學堂，專攻中國文史，大學藏書甚富，且多秘本。與胡先驌等人並稱太學十君。
- 1912年，民國元年畢業於改名後的北京大學。後客居上海，得識于右任、邵力子、葉楚傖、蘇曼殊等，且加入孫中山先生的同盟會。
- 1915年, 父親汪際虞逝世返鄉。在家守孝，並專研家中藏書，為國學研究打下好的基礎。
- 1922年，任江西心遠大學教授兼文科主任。並結識余仲詹、朱希祖、陳際唐、王曉湘、王禮錫等學者名流。
- 1925年，應章士釗之約，任教於北京女子師範大學。
- 1927年，任南京第四中山大學(後名南京大學)文學院中國文學系副教授，講授目錄學、讀書指導及各類文體習作等課程。學校名稱雖四次更易，卻一直任教達三十八年。此間教授於南京大學中文系直至退休。主要研究《水經注》、目錄學及晚清詩歌等，校訂《唐人小說》。
- 1937年，後隨校西遷重慶。抗戰期間撰有《明清兩代整理〈水經注〉之總成績——楊守敬、熊會貞〈水經注疏〉》一文，胡適對於他文章中對楊守敬與熊會貞過於回護表示遺憾[1]。
- 1939年，民國二十八年至三十五年間兼任中央大學文學院中文系主任。
- 1946年，民國三十五年至三十七年間因于右任推薦兼任監察局監察委員二年，國史館纂修八個月。
- 1949年，南京的中央大學更名為南京大學，在校繼績任教。
- 1954年，因病至右肢癱瘓，行動艱難。
- 1966年，三月十二日逝於南京。歸土於南京雨花臺望江坡。

## 成就
治學嚴謹，治理經學最重視家法，汪氏曾謂漢代的經師，去古為今，家守一業，易於貫通。治經而無家法，眾說雜糅。易滋困惑。治經次第主張「先治詩，後治禮。」又目錄學的研究亦有獨自的見解，認為「目錄學，且所貴乎目錄存，在級明其條貫，撮其旨意。」除學術成就，其教育英才有程千帆、沈祖棻、潘慈光、塗允銑等。

## 作品

### 論述
- 《光宣詩壇點將錄》，汪辟疆撰，甲寅雜志期刊，1925年
- 《目錄學研究》，汪辟疆著，上海商務印書館，1934年初版，1955年重訂版
- 《方湖類稿》，汪辟疆撰，1966年[2]
- 《光宣詩壇點將錄校注》，汪辟疆撰，高拜石校注，臺北：河洛圖書出版社，1976年
- 《光宣詩壇點將錄箋證》，汪辟疆撰、王培軍箋證，北京：中華書局，2008年9月 [3]
- 《近代詩派與地域》。中央大學《文藝叢刊》，1934年
- 《近代詩人小傳稿》
- 《汪辟疆文集》(南京大學古典文獻研究所專刊)汪辟疆，上海古籍出版社，1988年[4]
- 《光宣以來詩壇旁記》，汪辟疆撰、程千帆校，瀋陽遼寧教育出版社，1998年3月
- 《晚清詩人軼事：光宣以來詩壇旁記》，汪辟疆撰、臺北新銳文創出版，2018年2月
- 《讀書舉要》，汪國垣著，東方雜誌，1926年；北京:國家圖書館出版社，2010年5月[5]
- 《汪辟疆詩學論集》，汪辟疆著，張亞權編撰，南京:南京大學出版社，2011年4月 :
- 《讀書說示中文系諸生》(收錄於「南京大學文學院百年院慶論文選集」3冊)，汪辟疆著，南京:南京大學出版社，2014年9月
- 《禁書書目提要》
- 《叢書書目索引》
- 《太平天國引用書目考證》

### 校錄
- 《唐人小說》汪辟疆校錄，上海：神州國光發行，1930年